# Anisocoria

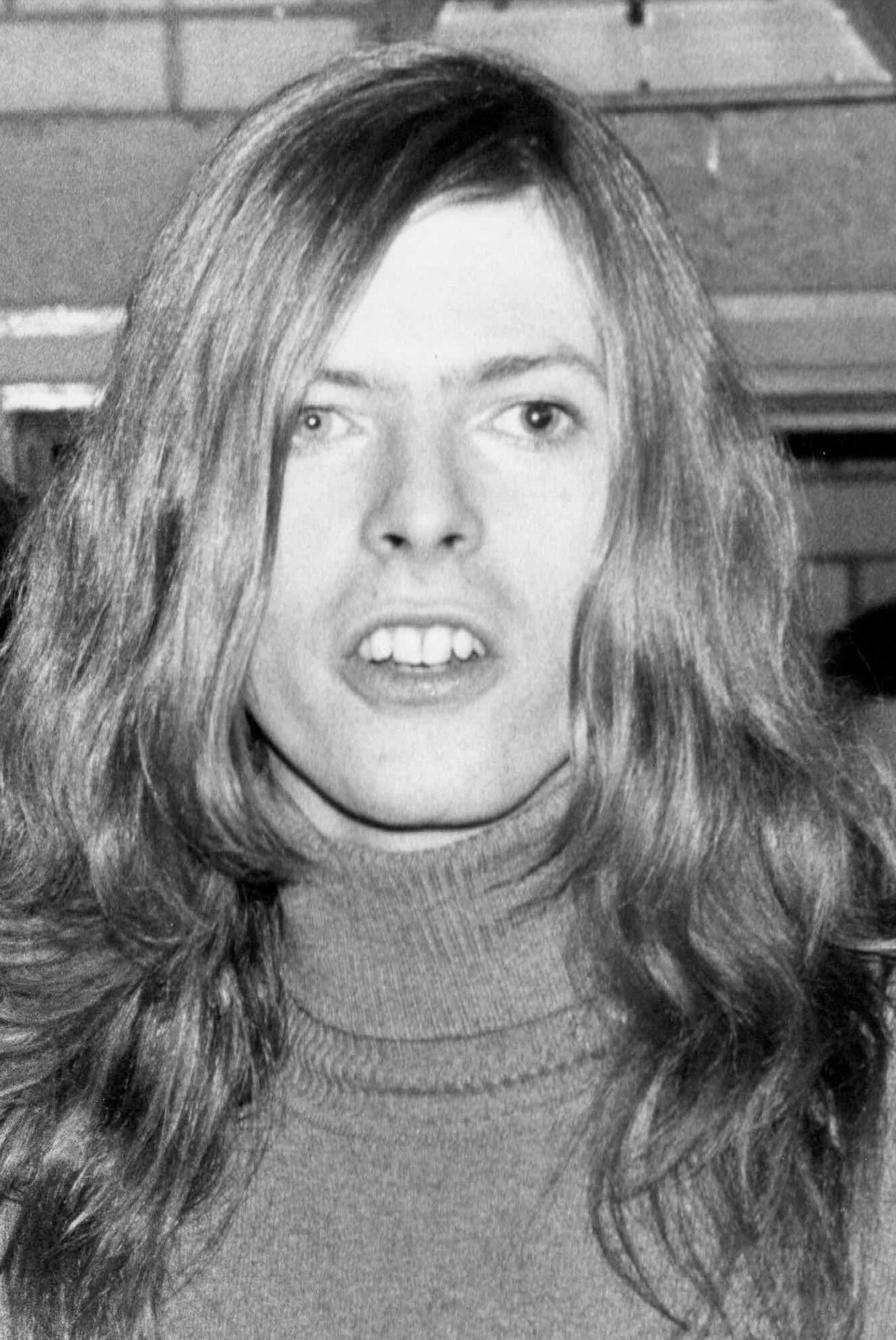
David Bowie, uno dei casi più celebri di persona affetta da anisocoria, nel 1971

L'anisocoria è una diseguaglianza del diametro delle pupille a riposo oppure in seguito ad una stimolazione.

## Descrizione
È generalmente causata da una lesione o dalla semplice irritazione degli organi che regolano la mobilità pupillare, oppure ancora da alterazioni del diaframma irideo. Si può avere anisocoria inoltre nell'emorragia meningea, nei tumori cerebrali, nelle meningiti, nell'encefalite epidemica, in alcune intossicazioni come l'alcolismo, nella sindrome chiamata pupilla di Adie.
Una leggera anisocoria può essere fisiologica o dovuta all'assunzione di farmaci. Per esempio, nel caso di uso prolungato di farmaci antichinetosici e contro la nausea, oppure determinata volontariamente dall'oculista per permettere un adeguato esame oculare. Un'altra manifestazione può essere provocata dal contatto di parti dell'occhio con polline di piante contenenti scopolamina (es. Datura). Può essere indotta anche da un'alterata innervazione dell'occhio.